# Богатск
Богатск (каз. Богатск) — село в Байтерекском районе Западно-Казахстанской области Казахстана. Входит в состав Янайкинского сельского округа. Код КАТО — 274477200.
Село расположено на правом берегу реки Урал.

## Население
В 1999 году население села составляло 149 человек (79 мужчин и 70 женщин). По данным переписи 2009 года, в селе проживало 87 человек (47 мужчин и 40 женщин).

## История
Посёлок Богатский входил во 2-й Лбищенский военный отдел Уральского казачьего войска.